# Gare de Gargenville
La gare de Gargenville est une gare ferroviaire française de la ligne de Paris-Saint-Lazare à Mantes-Station par Conflans-Sainte-Honorine, située dans la commune de Gargenville (département des Yvelines).
C'est une gare SNCF desservie par les trains du réseau Transilien Saint-Lazare (ligne J). Elle se situe à 49,5 km de la gare de Paris-Saint-Lazare.

## Situation ferroviaire
La gare est située au point kilométrique 49,530 de la ligne de Paris-Saint-Lazare à Mantes-Station par Conflans-Sainte-Honorine, à 47 m d'altitude.

## Histoire
La gare est située sur la partie de la ligne de Paris-Saint-Lazare à Mantes-Station par Conflans-Sainte-Honorine ouverte le 1er juin 1892. La ligne fut ensuite électrifiée de bout-en-bout en 25 kV - 50Hz le 27 mars 1967.
Depuis 2004, c'est le Transilien J qui dessert la gare depuis Paris Saint-Lazare et vers Mantes-la-Jolie. Depuis le 20 février 2019, ce sont des Z 50000 qui assurent la circulation.

## La gare
La gare est desservie par les trains du réseau Saint-Lazare du Transilien.

## Fréquentation
De 2015 à 2023, les estimations de la SNCF sont les suivantes :
| Année         | 2015    | 2016    | 2017    | 2018    | 2019    | 2020    | 2021    | 2022    | 2023    |
| ------------- | ------- | ------- | ------- | ------- | ------- | ------- | ------- | ------- | ------- |
| Fréquentation | 323 122 | 327 223 | 339 962 | 346 907 | 355 165 | 186 439 | 465 970 | 551 656 | 557 869 |

## Film tourné à la gare de Gargenville
- 1963/1964 : Le Train (film, 1964) (The Train) de John Frankenheimer (raid aérien sur une gare)

## Correspondances
La gare est desservie par les lignes 20 et 82 et le service de transport à la demande du réseau de bus du Mantois.